# Lądowisko Koszalin-Kospel
Lądowisko Koszalin-Kospel – lądowisko śmigłowcowe w Koszalinie, w województwie zachodniopomorskim, położone przy ul. Bojowników o Wolność i Demokrację 24. Przeznaczone jest do wykonywania startów i lądowań śmigłowców zarówno w dzień jak i w nocy, o dopuszczalnej masie startowej do 5700 kg. 
Zarządzającym lądowiskiem jest firma Kospel S.A. Otwarte zostało w roku 2013 i jest wpisane do ewidencji lądowisk Urzędu Lotnictwa Cywilnego pod numerem 213